# Barrière de dégel
Pour les articles homonymes, voir Dégel (homonymie).
La barrière de dégel (France) ou période de dégel (Canada) est une réglementation de la circulation routière lors du dégel, généralement sous la forme d'une limitation provisoire de tonnage, afin de protéger les fondations de la chaussée.
Lorsque la température est inférieure à 0 °C, les chaussées du réseau routier ont tendance à gonfler sous l'effet du gel et de l'humidité, mais l'intégrité n'est pas encore atteinte. Lors du dégel, la surface supérieure des chaussées est la première à dégeler alors que le sol n'a pas encore récupéré ses capacités de portance.

## Action du gel
Le front de gel atteint les couches de la route du haut vers le bas. En fonction de la durée de l'humidité ambiante et du type de fondations, des feuilles de glace se forment et peuvent provoquer un léger gonflement du sol. Lors du passage de l'essieu d'un véhicule, la chaussée subit une déformation verticale qui est appelée déflexion, une chaussée en mauvais état sera plus sensible. En période de gel prolongé ou très intense, la déflexion de la chaussée est quasiment nulle car la glace qui se forme dans le sol rigidifie la structure. 

## Action du dégel
Le réchauffement s'effectue de haut en bas. Lorsque le dégel commence, la glace fond graduellement en commençant donc par les couches supérieures. L'eau fondue est bloquée dans les couches de chaussée alors que le sol en dessous est encore gelé. Les feuillets de glace situés dans les différentes couches de matériaux constituant les fondations de la chaussée réduisent fortement l'homogénéité du support qui n'assure plus son rôle de maintien de la chaussée et de répartition des charges. La chaussée gorgée d'eau est alors fragilisée, les matériaux sont décompactés et la déflexion est maximale. Une forte humidité, voire de la pluie, renforce ce phénomène en ajoutant une couche d'eau entre les couches supérieures et les couches encore gelées.
Ainsi fragilisée, la chaussée ne supporte plus de fortes contraintes comme le passage de véhicules à fort tonnage. Leur passage provoquerait des dégradations allant jusqu'à la destruction totale de la chaussée.

## Appareils de surveillance
L'essai de référence pour la mise en place des barrières de dégel est la déflexion sous charge (à la poutre de Benkelman ou Déflectographes Flash, Lacroix): on mesure la déflexion (l'élasticité) des chaussées routières sous l'essieu d'un poids lourd chargé à 13 tonnes et roulant à vitesse constante.

## Réglementation et signalisation

### France

Le panneau temporaire de barrière de dégel

La réglementation des barrières de dégel est ancienne, représentée notamment par l'ordonnance du 23 décembre 1816 relative à l'établissement de barrières de dégel. 
Elles sont régies par les articles R.411-20 et R.411-21 du code de la route. La décision de mettre en place des barrières de dégel est prise sous la forme d'un arrêté du préfet, du président du conseil départemental, du président du conseil exécutif de Corse ou du maire selon la nature de la voirie concernée. Une lettre-circulaire du Ministre chargé des transports, datée du 7 novembre 1989, propose un arrêté type que chaque gestionnaire de voirie adapte aux circonstances locales.
Pour assurer une cohérence des mesures prises, les différents gestionnaires respectent les principes suivants :
- la décision de créer une barrière de dégel se prend le matin avant 12 h ;
- l'information est donnée dans l'après-midi aux usagers notamment aux entreprises de transports ;
- la pose de la signalisation routière s'effectue pour le lendemain dès 8 h.

La signalisation mise en place doit être conforme à l'instruction interministérielle sur la signalisation routière, 8e partie qui traite de la signalisation temporaire. Lorsque la chaussée présente une portance suffisante, un arrêté de dépose des barrières de dégel est pris et il est communiqué aussitôt que possible aux usagers.

### Québec
Le ministère des Transports du Québec rappelle aux utilisateurs de véhicules lourds et aux expéditeurs à chaque année à la fin de l'hiver, les limites de charges réduites autorisées et la période de dégel sur l’ensemble des chemins publics pour tenir compte de la capacité portante plus faible du réseau routier durant  cette période. Cette période varie selon la latitude et la situation climatique de la région concernée.